# Strážkovice
Strážkovice (deutsch Straschkowitz) ist eine Gemeinde in Tschechien. Sie liegt elf Kilometer südöstlich von Budweis (České Budějovice) in Südböhmen und gehört zum Okres České Budějovice.

## Geographie

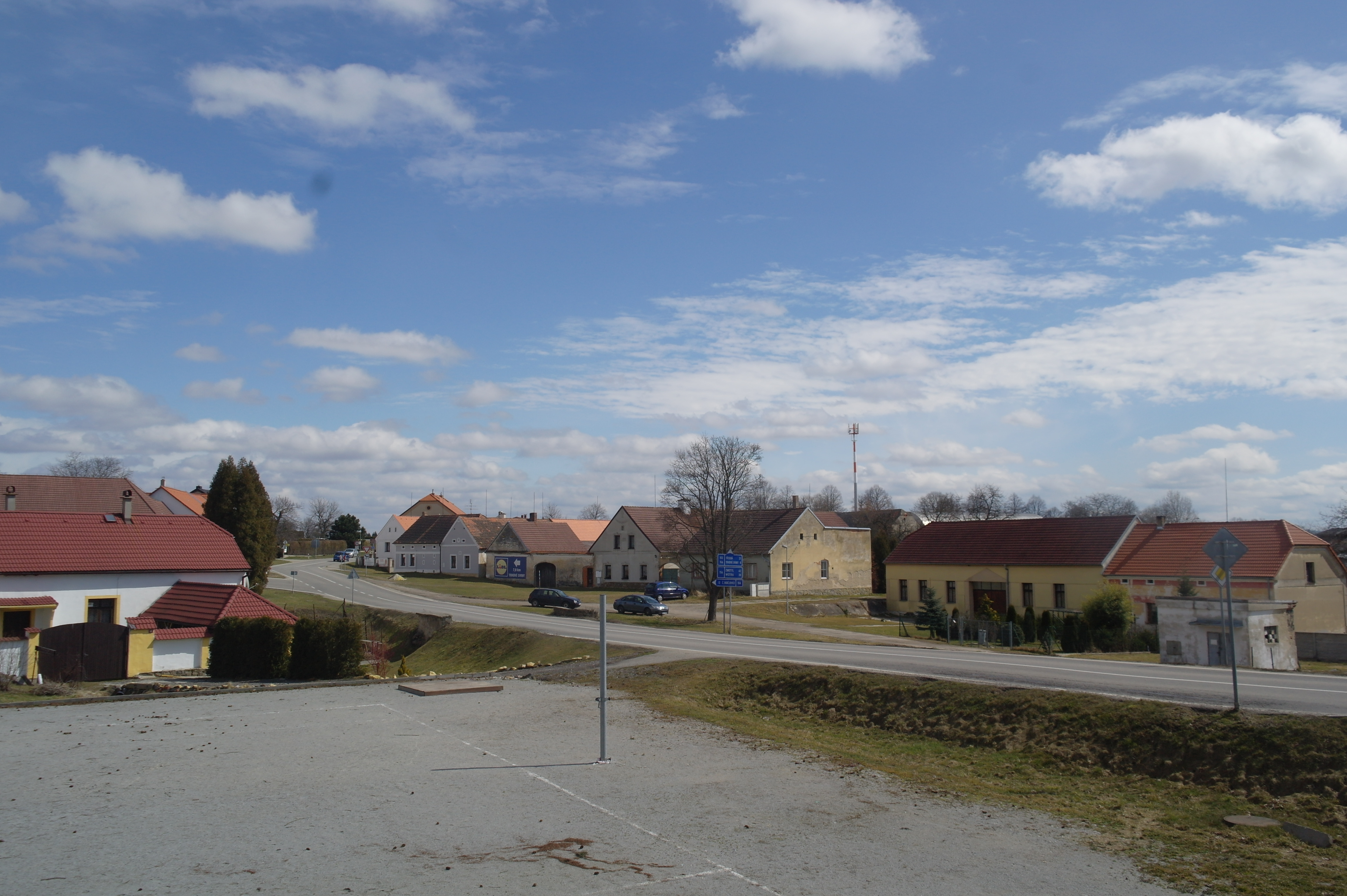
Ortsansicht

Strážkovice befindet sich am östlichen Fuße des Strážkovický vrch (558 m) auf einem Höhenzug, der nach Norden zum Tal des Baches Zborovský potok und im Süden zum Tal der Stropnice abfällt. Das Dorf liegt in der Quellmulde des Baches Řevňovický potok. Nordöstlich erhebt sich Studnička (552 m), im Südwesten die Střížovská planá hora bzw. Planá (514 m). In Strážkovice kreuzt sich die Straße I/156 zwischen Budweis und Trhové Sviny mit der I/155 zwischen Ledenice und Římov. Nordöstlich verläuft die Bahnstrecke České Velenice–České Budějovice, die nächste Bahnstation Trocnov liegt auf halbem Wege nach Trocnov in der Siedlung Paseka. Westlich befindet sich das Nationale Kulturdenkmal Žižkovo rodiště.
Nachbarorte sind Klukov, U Pilaře, Vojdlesák, Zborov und Ohrazeníčko im Norden, Mysletin, Paseka und Trocnov im Nordosten, Radostice und Borovany im Osten, Beran, Štrob und Ostrolovský Újezd im Südosten, Veselka, U Želízků und Jedovary im Süden, Řevňovice, Komařice und Střížov im Südwesten, Lomec und Žárský im Westen sowie U Chárů, Borovnice, Na Dolinách, U Zajíčků und Nová Ves im Nordwesten.

### Gemeindegliederung
Die Gemeinde Strážkovice besteht aus den Ortsteilen Lomec (Lometz), Řevňovice (Rewnowitz) und Strážkovice (Straschkowitz) sowie den Ansiedlungen Paseka und U Želízků (Zelezka).
Das Gemeindegebiet gliedert sich in die Katastralbezirke Lomec und Strážkovice.

### Nachbargemeinden
| Borovnice u Českých Budějovic | Nová Ves                                    | Ledenice          |
| Střížov                       | Kompassrose, die auf Nachbargemeinden zeigt | Borovany          |
| Komařice                      | Trhové Sviny                                | Ostrolovský Újezd |

## Geschichte
Wahrscheinlich entstand das Dorf zwischen dem 9. und 10. Jahrhundert, als sich in dem Gebiet das Zentrum des Stammes der Dúdlebi befand. Zu dieser Zeit befand sich auf dem Strážkovický vrch ein Wachturm. Es wird angenommen, dass die Bewohner von Strážkovice und Střížov wegen der exponierten Lage der Dörfer Wachtdienste zum Schutz des Doudlebyer Landes und des durch den Ort führenden Weitraer Steiges leisteten. Die im Wald Štěpánka befindlichen Grabhügel stammen aus der Zeit der Dúdlebi. Historisch nicht zuordenbar und möglicherweise auch älter sind die kleineren Grabhügel im Wald Hájek.
Die erste schriftliche Erwähnung des Dorfes Strasskouicz erfolgte im Jahre 1391. Der regelmäßige Grundriss des Dorfes deutet auf eine Gründung oder Neugründung während der Kolonisationszeit zwischen dem 13. und 14. Jahrhundert hin. Strážkovice war zwischen mehreren Grundherren aufgeteilt. Ein Teil des Dorfes gehörte den Herren von Rosenberg auf Gratzen. Einen weiteren Anteil an dem Dorf hielt zu Beginn des 15. Jahrhunderts die Familie Metl, diesen erbte 1412 Mikuláš von Bukvice. Ein weiterer Teil des Dorfes war zum Gut Komařice untertänig. Außerdem besaßen die Vladiken von Doudleby einige Gehöfte und die Prälatur Krumlov ein Anwesen. Nach 1522 verkaufte Petr von Doudleby seinen Anteil an Wenzel Metl von Feldorf, der seinen Anteil zum Jahreswechsel zwischen 1543 und 1544 an die Stadt Budweis veräußerte. Im Jahre 1610 wurde Jakub Barborka aus Strážkovice nach einer Anzeige von Šimon Štěrba wegen Hexerei und Verführung von Frauen auf dem Scheiterhaufen hingerichtet. Das gleiche Schicksal ereilte kurz darauf wegen Ehebruchs auch Štěrba. Im Jahre 1840 bestand Strážkovice aus 58 Häusern mit 312 Einwohnern. Davon waren 25 Häuser zum Stiftsgut Komařice, 15 zum Prälaturgut Krumau, zwölf zur Herrschaft Budweis, vier zum Gut St. Clara und eines zur Herrschaft Wittingau untertänig. Pfarrort war Střížov. Im Ort wurden eine Ziegelbrennerei und ein Eisenbergwerk betrieben. Bis zur Mitte des 19. Jahrhunderts blieb das Dorf immer zwischen unterschiedlichen Grundherren aufgeteilt.
Nach der Aufhebung der Patrimonialherrschaften bildete Stražkovice / Straschkowitz ab 1850 mit dem Ortsteil Řevňovice
eine Gemeinde in der Bezirkshauptmannschaft Budějovice/Budweis. Im Wald Suchý nordwestlich des Dorfes befanden sich ab 1852 die Eisengruben Marie und St. Nikolaus, deren Erze in der Adolfshütte (Adolfov) in Holubov geschmolzen wurden. Zum Ende des 19. Jahrhunderts führte die Gemeinde zeitweilig den Namen Straškovice. In der Gemeinde lebten im Jahre 1914 484 Tschechen; Stražkovice hatte 390 Einwohner und Řevňovice 94. Der heutige Ortsname Strážkovice wurde 1924 eingeführt. 1948 wurde die Gemeinde dem neu gebildeten Okres Trhové Sviny zugeschlagen, der zwölf Jahre später wieder aufgehoben wurde. Mit Beginn des Jahres 1961 wurde Strážkovice dem Okres České Budějovice zugeordnet und zugleich Lomec eingemeindet. Am 1. Juli 1985 erfolgte die Eingemeindung von Střížov und Komařice (mit Pašinovice, Sedlo und Stradov); beide Orte lösten sich zum 24. November 1990 wieder los und bildeten eigene Gemeinden.

## Bevölkerungsentwicklung
| Jahr      | 1869 | 1880 | 1890 | 1900 | 1910 | 1921 | 1930 | 1950 | 1961 | 1970 | 1980 | 1991 | 2001 | 2011 | 2021 |
| --------- | ---- | ---- | ---- | ---- | ---- | ---- | ---- | ---- | ---- | ---- | ---- | ---- | ---- | ---- | ---- |
| Einwohner | 545  | 607  | 661  | 646  | 634  | 599  | 567  | 461  | 446  | 385  | 372  | 334  | 345  | 425  | 520  |

## Sehenswürdigkeiten
- Dorfschmiede in Strážkovice
- Historischer Wegweiser in Strážkovice an der Straßengabelung nach České Budějovice – Nové Hrady – Komařice, er stammt aus dem 19. Jahrhundert und trägt die Wegrichtungsbezeichnungen Nach Wittingau – Nach Budweis – Nach Gratzen
- Waage in Lomec
- Kapelle in Lomec
- Gehöfte im südböhmischen Bauernbarockstil
- Nationales Kulturdenkmal Žižkovo rodiště, im Wald östlich von Strážkovice